# Conflictos otomano-portugueses

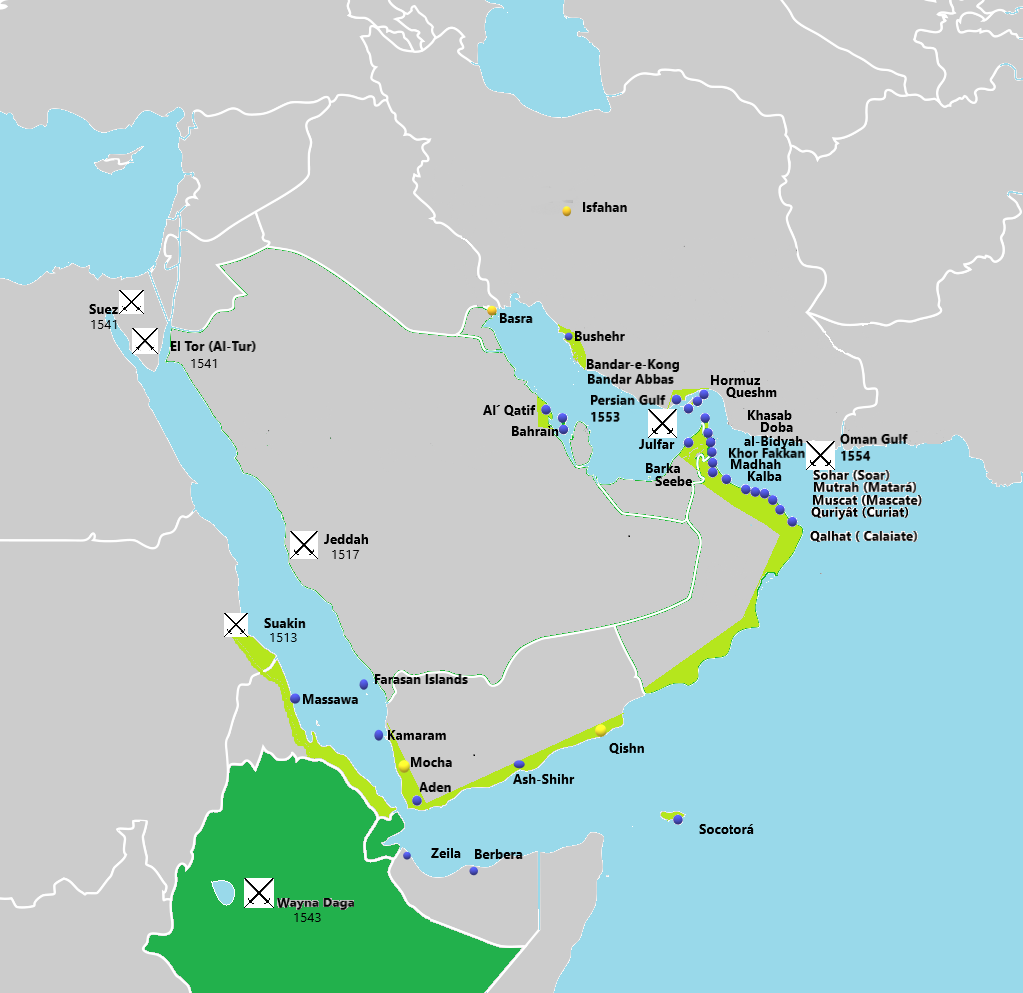
Mapa de las pequeñas batallas ocurridas durante el conflicto

Los conflictos otomano-portugueses o conflictos turco-portugueses se refieren a una serie de diferentes encuentros militares entre el Imperio portugués y el Imperio otomano, o entre otras potencias europeas y el Imperio otomano en el que militares portugueses estuvieron entre las fuerzas participantes. Algunos conflictos fueron breves, mientras que otros duraron muchos años. La mayoría de los conflictos fueron en el  océano Índico en el proceso de la expansión del Imperio portugués.
Los diferentes conflictos fueron los siguientes:
- Cruzada de Turquía, 1481
- Batalla de Chaul (1508)
- Batalla de Diu, 1509
- Conquista portuguesa de Goa, 1510
- Conquista de Túnez, 1535
- Conflictos otomano-portugueses (1538–1557)
- Conflictos otomano-portugueses (1558–1563)
- Batalla de Alcazarquivir, 1578
- Conflictos otomano-portugueses (1585–1589)
- Guerra otomano-veneciana (1714–1718)